# Pedras de Mora

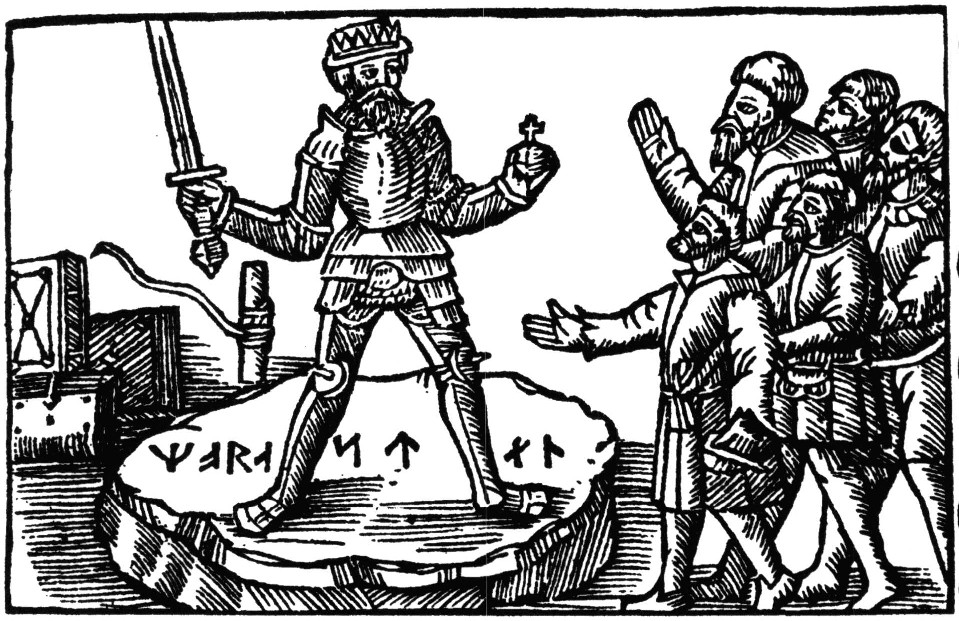
Um rei eleito recebe a aclamação do povo (Xilogravura).

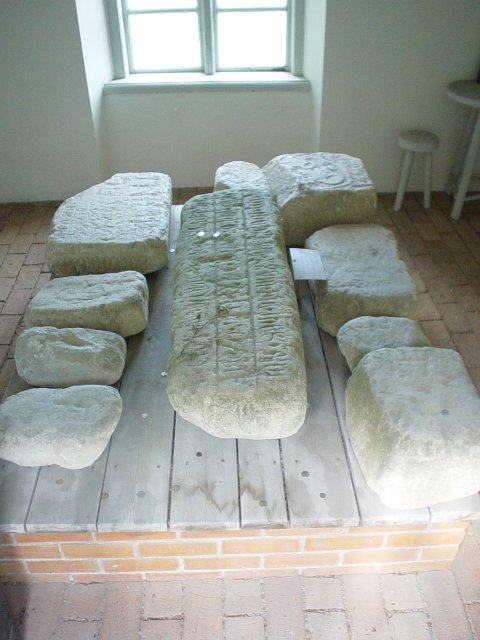
Fragmentos de pedras memoriais

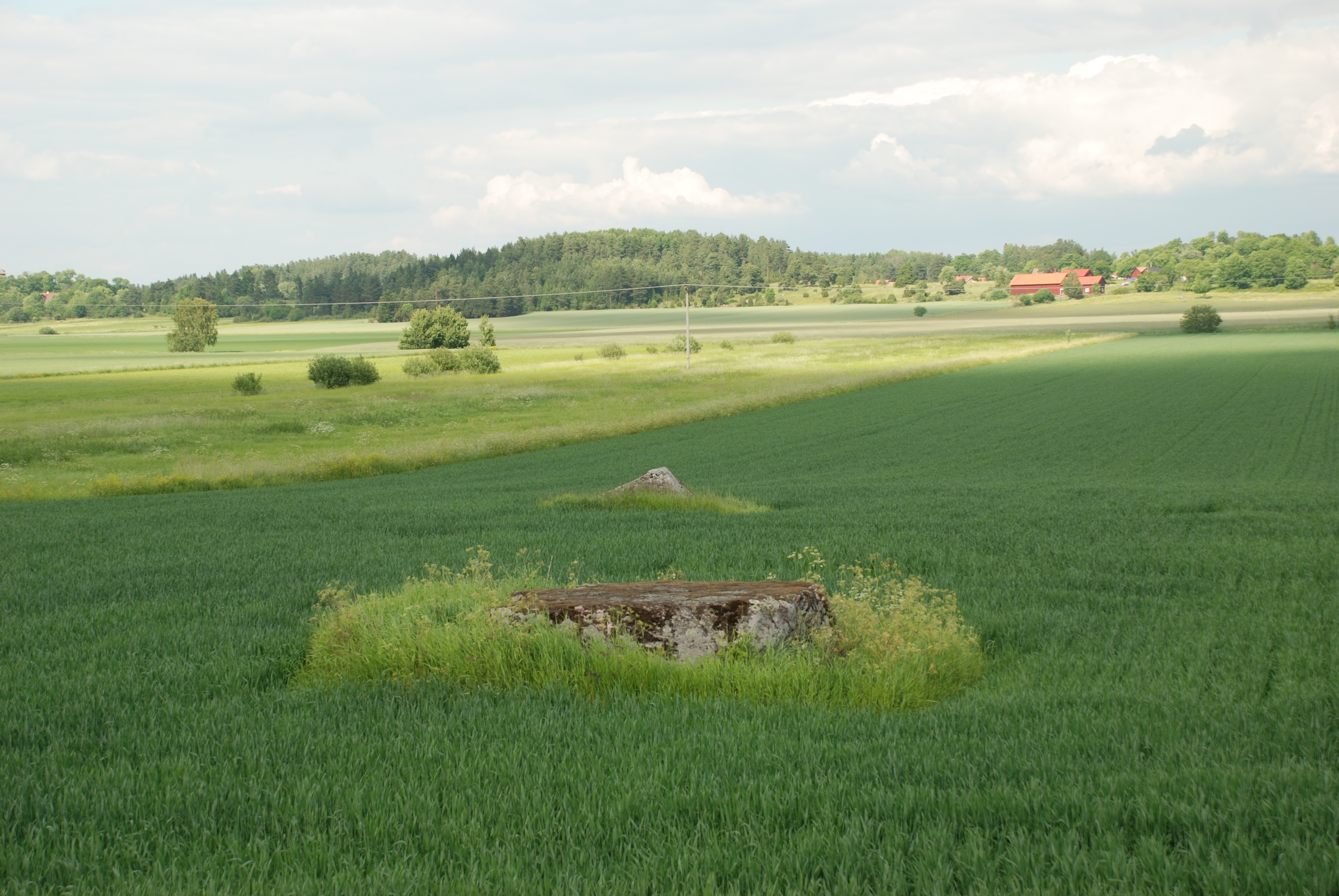
O arqueólogo Manfred Ohlson lançou em 2010 a hipótese de esta ser a pedra de Mora.

As Pedras de Mora (em sueco:  Mora stenar) eram um conjunto de pedras, localizadas na aldeia de Morby, a sul de Upsália. A peça principal era a Pedra de Mora (Mora sten), rodeada por várias pedras memoriais (minnesstenar). Na Pedra de Mora, desaparecida desde o século XVI, eram aclamados pela população os rei eleitos dos Suíones, talvez a partir do século VI, e mais tarde os monarcas da Suécia. As pedras memoriais, das quais 9 estão guardadas em Lagga socken na proximidade de Upsália, assinalavam esses mesmos monarcas eleitos. A origem da tradição é desconhecida.

## Pedras memoriais
Das 9 pedras guardadas, apenas 2 têm inscrições legíveis, destacando dois reis:
- Érico da Pomerânia (século XV)
- Carlos VIII (século XV).

Em documentos antigos, há menção a alguns reis, que aí teriam sido eleitos e aclamados:
- Magno o Tesoureiro Há documentos que confiram  que ele foi eleito nas pedras de Mora em 1275.
- Birger Magnusson
- Magno Eriksson
- Magno II foi eleito nas pedras de Mora em 1319.
- Olavo II da Dinamarca
- Érico da Pomerânia (séc. XV)
- Olavo II da Dinamarca
- Carlos VIII (séc. XV).
- Cristiano I foi eleito nas Pedras em 1457, sendo o último rei a ser escolhido no local.